# Lucio Licinio Murena
Lucio Licinio Murena (in latino Lucius Licinius Murena; 105 a.C. – 22 a.C.) è stato un politico e generale romano, console repubblicano e figlio di Lucio Licinio Murena.

## Biografia
Era figlio di Lucio Licinio Murena. Al termine della prima guerra mitridatica gli fu affidato da Silla il comando delle due legioni controllate formalmente da Gaio Flavio Fimbria. Silla lasciò a Mitridate VI il controllo del suo regno, il Ponto, ma Murena, col pretesto di un presunto riarmo di Mitridate, attaccò ed invase autonomamente il Ponto, provocando lo scoppio della seconda guerra mitridatica. Dopo la sconfitta patita da parte di Mitridate nell'81 a.C., ritenne più saggio obbedire all'ordine di Silla di cessare le offensive contro Mitridate.
Nella seguente terza guerra mitridatica fu per qualche anno il legatus di Lucio Licinio Lucullo. Nel 72 a.C. ebbe infatti l'incarico di portare a termine l'assedio di Amiso, mentre il proconsole si dirigeva verso Cabira.
Nel 65 a.C. iniziò il suo cursus honorum con la carica di pretore; durante la sua pretura si rese celebre per via della magnificenza dei ludi pubblici da lui organizzati. Da governatore della Gallia Transalpina si guadagnò la fiducia e il sostegno sia dei provinciali e dei romani per via della sua imparzialità.
Nel 62 fu eletto console assieme a Decimo Giunio Silano, ma poco prima di entrare in carica fu accusato di corruzione da Servio Sulpicio, uno degli sfortunati concorrenti al consolato, sostenuto da Catone Uticense e Servio Sulpicio Rufo, noto giurista e figlio dell'accusatore. La sua difesa fu assunta da Marco Licinio Crasso (in seguito triumviro), Quinto Ortensio Ortalo e Marco Tullio Cicerone (che per lui compose l'orazione Pro Murena); Murena fu assolto, anche se molto probabilmente fu colpevole.
I due neoconsoli proposero la lex Licinia Iunia, che stabiliva che una rogatio (un incontro tra più persone per discutere sulla promulgazione di leggi) dovesse essere promulgata tre nundinae (giorni di mercato) prima che la legge discussa fosse proposta ai comitia e fosse votata dagli elettori; tale decreto confermava la lex Caecilia Didia; essi stabilirono inoltre che, per prevenire il reato di falso in atto pubblico, una copia di ciascun documento dovesse esser depositata all'aerarium di fronte ad almeno un testimone (testis).